# 더 보스 (2016년 영화)
《더 보스》(영어: The Boss)는 2016년 공개된 미국의 코미디 영화이다.

## 줄거리
1975년 시카고. 고아 미셸은 여러 시설과 집을 전전하며 비참한 성장기를 보낸다. 슬픔을 분노로, 분노를 자립과 성공의 원동력으로 승화시킨 미셸은 포춘 500에 들어가는 회사를 세 개나 창립한 CEO가 된다.
그러나 옛 연인이며 숙적인 러노의 고발로 미셸은 증권거래위원회 조사를 받고 내부자 거래가 들통나면서 5개월 감옥살이를 하게 된다. 그 사이 러노는 회사를 가로채고, 자산은 정부에 의해 동결되고, 집도 담보권 실행으로 빼앗긴다.
미셸은 지인들 중 유일하게 자신을 도와줄 의향을 보인 옛 조수 클레어의 집에 몸을 의탁한다. 클레어의 딸 레이철이 가입돼있는 댄덜라이언스 스카우트의 과자에서 영감을 얻은 미셸은 클레어와 동업자가 되어 클레어만의 특제 요리법으로 구운 브라우니를 파는 사업을 새로 일군다.
그러나 미셸은 곧 과거의 상처에 잠식되어 클레어, 레이철과 관계가 악화되고, 러노가 다시 마수를 뻗쳐온다.

## 출연
- 멀리사 매카시 - 미셸 다넬 역
  - 이저벨라 어마라 - 15살 미셸 역
- 크리스틴 벨 - 클레어 롤링스 역
- 엘라 앤더슨 - 레이철 롤링스 역
- 피터 딩클리지 - 로널드 "론" / 러노 역
- 타일러 러빈 - 마이크 빌스 역
- 캐시 베이츠 - 아이다 마켓 역
- 티머시 사이먼스 - 스테펀 역
- 애니 머멀로 - 헬렌 크리건 역
- 크리스틴 샬 - 샌디 역
- 세실리 스트롱 - 데이나 댄드리지 역
- 시드릭 야브로 - 티토 역
- 벤 팰콘 - 마티 역
- 마고 마틴데일 - 애그니스 얼루미나타 수녀 역
- 마이클 맥도널드 - 브라이스 크린 역
- 래리 도프 - 경호 케니 역
- 티페인 - 본인 역
- 캐럿 톱 - 미셸의 꿈에 등장한 켄타우로스화된 본인 역 (삭제분)
- 댁스 셰퍼드 - 카일 마켓 역 (미등급판)
- 데이브 버티스타 - 채드 역 (크레디트 미기재, 다른 엔딩)
- 파커 영

## 기타 제작진
- 미술: 러스티 스미스
- 의상: 웬디 척